# Roberto Assagioli
Roberto Assagioli (Venecia, 27 de febrero de 1888-Capolona d'Arezzo, 23 de agosto de 1974) fue un psiquiatra y pensador italiano, pionero de la psicología humanista y transpersonal, creador de la psicosíntesis, la cual es un enfoque integral para el desarrollo humano, un método de autoformación y una escuela de psicología y psicoterapia. La Psicosíntesis constituye un enfoque de carácter holístico cuyo objetivo es el desarrollo de la persona en forma dinámica y el progresivo establecimiento de la armonía, la integración y transformación de los distintos elementos de la personalidad. El legado conceptual y práctico de Assagioli continúa en expansión, con libros, conferencias internacionales y escuelas de formación expandidos por todo el mundo.
Una concepción fundamental de la Psicosíntesis de Assagioli es la idea de un centro unificador alrededor del cual se organizan y armonizan, con ayuda de la voluntad, los demás componentes de la personalidad, que Assagioli llamaba subpersonalidades.

## Biografía
Su nombre de nacimiento era Roberto Marco Grego, hijo de Leone Greco y Elena Kaula. Su padre falleció cuando Roberto tenía dos años de edad y él mismo estuvo a cerca de morir de una enfermedad durante la niñez, pero fue atendido por el Dr. Emanuele Assagioli Todesco quien le salvó la vida. Su madre, Elena Kaula, luego se casó con el doctor Emanuele Assagioli y es así que Roberto adquiere el apellido de su padrastro. La infancia de Roberto Assagioli transcurre en un agradable ambiente familiar caracterizado por el mundo de la medicina y de la ciencia (de su padrastro) y al mismo tiempo influenciado por el profundo interés de su madre en la teosofía y en la corriente cultural y política italiana en este momento. Italia recién se fundaba como nación y era una tierra de nuevas ideas e ideales. Assagioli fue seguramente un niño superdotado, y justamente dedicó varios escritos a este fenómeno. A los 18 años Roberto podía hablar ocho idiomas, muchos de los cuales estudió en modo autodidacta. En sus años de adolescencia empieza a escribir cuentos e historias en los cuales se pueden leer, en retrospectiva algunas de las ideas centrales de su obra.
Assagioli estudió en medicina, graduándose en Florencia en 1910 con una tesis dedicada al psicoanálisis. En 1911 escribe el artículo "El subconsciente" que presenta en el Congreso Internacional de Filosofía de Bolonia y en cual destaca los diferentes niveles y diferentes tipos de actividad mental inconsciente, afirmando la distinción entre los fenómenos atribuidos a la existencia "trascendental, que constituye la esencia de nuestra personalidad" y los fenómenos de naturaleza inferior, una distinción que es un preludio de la distinción que hará más tarde entre super-consciente y e inconsciente inferior. Entre los idiomas que hablaba a la perfección se encontraba el alemán, lo que le permitió un intercambio epistolar con psicoanalistas germanoparlantes de su tiempo. C. Jung lo presenta a S. Freud en una carta elogiándolo. Con el consentimiento de S. Freud, Assagioli traduce en 1912 uno de sus artículos al italiano en la revista Psiche que el mismo Assagioli fundó. Perteneció también a la Sociedad Psicoanalítica Internacional por un tiempo.
En los años que siguen se distancia del psicoanálisis el cual consideró una etapa necesaria pero no final del proceso de integración y armonización psicológica. En lugar de concentrarse en los aspectos patológicos, Assagioli observa los aspectos saludables de la persona y su potencial intrínseco, el desarrollo de cualidades latentes. En este sentido, fue un verdadero pionero, un precursor que abrió la vía de la actual psicología y filosofía humanista y transpersonal.

“Este aspecto no es el único presente en nuestra psique. El edificio de nuestro psiquismo no está compuesto sólo de un subsuelo en mal estado que necesita ser restaurado, sino que también hay diversos niveles más altos y, sobre todo, hay un ático luminoso y amplio en el que se reciben los rayos vivificantes del Sol y en el cual, a la noche, se pueden contemplar las estrellas...”

Se dedica a la práctica clínica y a la investigación y estudio. En 1926 utiliza el término psicosíntesis por primera vez en el sentido científico de "método integrador basado en el principio de la organización de la personalidad en torno a un centro unificador". En el mismo año funda en Roma el Instituto de Cultura y Terapia Psíquica, con el objetivo de difundir el conocimiento y enseñar el uso correcto de los nuevos métodos de la psicología y la psicoterapia aplicada, y especialmente la psicosíntesis. En 1938, debido a la creciente hostilidad del gobierno fascista, Assagioli se vio obligado a cerrar el lnstituto, que volvería a abrir en Florencia (Italia) en 1946 con el nombre de Instituto de Psicosíntesis, el cual continua en funcionamiento con sedes en toda Italia y algunos países del mundo.
Entre 1926 y 1938 la concepción y las técnicas de la psicosíntesis se desarrollan y se despliegan en campos como la educación y la investigación del área transpersonal. En 1933 en un encuentro en Ascona Assagioli conoce a Alice Bailey con la cual establece una relación de amistad y de trabajo que marcaría definitivamente la vida de Assagioli y de la misma Alice Bailey.
Assagioli estuvo siempre interesado en la investigación del mundo espiritual. Estudió meditación, espiritualidad oriental y las distintas corrientes religiosas occidentales, así como el pensamiento filosófico clásico y moderno. Progresivamente integró los puntos comunes en una visión del ser humano que llamó Psicosíntesis. Esta visión se caracteriza por el reconocimiento de que en todos los seres humanos conviven una serie de componentes o sub-personalidades que suelen estar en conflicto entre sí y de las que no somos conscientes. La Psicosíntesis ofrece un camino para conocerse, aceptarse y transformarse, aportando la armonía y síntesis entre estas partes de nuestra personalidad. Assagioli dice que la psicosíntesis es:

“Una concepción dinámica, se podría decir dramática, de la vida psíquica, como LUCHA entre una multiplicidad de fuerzas rebeldes y en conflicto entre sí, y un centro unificador que tiende a dominarlas, a armonizarlas, para emplearlas en modo útil y creativo... Un conjunto de métodos de acción psicológica orientados a fomentar y promover la integración y la armonía de la personalidad humana... Expresión individual de un principio más amplio, de una ley general de síntesis inter-individual y cósmica”.

En 1940, al estallar la Segunda Guerra Mundial, Assagioli fue arrestado por ser un “internacionalista” y por sus “actividades pacifistas”, aunque probablemente también por su origen hebraico. Durante su tiempo pasado en prisión escribió uno de sus manuscritos más bellos “Libertad en cárcel”, que es un canto a la libertad como cualidad humana creadora. Del escrito podemos señalar algunos pasajes importantes:
“Me di cuenta del hecho que era libre de tomar una actitud u otra ante esta situación, de darle un valor y sentido u otro. Podía rebelarme, o someterme pasivamente, vegetar; o podía abandonarme al ‘placer’ de la auto-conmiseración asumiendo el papel del mártir, o podía tomar la situación con un espíritu deportivo y con sentido del humor, considerándola como una experiencia nueva e interesante. Podía tomar este periodo como un tiempo para cuidarme y regalarme un reposo o convertirlo en un período de intensa reflexión sobre mis asuntos personales, reflexionando sobre mi vida pasada o sobre problemas científicos y filosóficos, o podría aprovechar la situación para someterme a un entrenamiento psicológico de las facultades psicológicas y hacer experimentos sobre mí mismo o, por último, me lo podía tomar como un retiro espiritual. Me di cuenta que dependía solo de mí comprender que era en realidad libre de elegir una o más de estas actividades o actitudes; que esta elección tendría inevitables efectos precisos que podía anticipar y de los cuales sólo yo mismo era plenamente responsable. En mi mente no había ninguna duda acerca de esta libertad y poder esencial, así como del privilegio que representaba y de mi responsabilidad para mí mismo, mi familia y la vida”.
Liberado después de unos 45 días, Assagioli se trasladó durante el período de la guerra a su casa de campaña para refugiarse. Durante este duro periodo su hijo se enfermó gravemente y, finalmente, moriría siendo aún muy joven. Estos son años muy difíciles para Assagioli, quien mantiene sin embargo su característico ánimo sereno y optimista. De todas las experiencias que le tocaba vivir él buscaba siempre extrapolar intuiciones y así reforzaba su convicción en la necesidad de fomentar una auto-formación que se ocupase del crecimiento interior permanente a través del cultivo de una actitud constructiva.
Al finalizar la guerra se trasladó de nuevo a la ciudad de Florencia, donde reanudó sus actividades y refundó el Instituto de Psicosíntesis el cual todavía sigue activo llevando a cabo numerosas actividades significativas: es la sede del Centro de Psicosíntesis de Florencia, de la Escuela de Psicoterapia Psicosintetica y de la Biblioteca y Archivo Roberto Assagioli.A partir de ese momento Assagioli extiende y desarrolla su pensamiento y psicosíntesis por el resto de su vida. Viaja con frecuencia al exterior, dando cursos y formando grupos, expone su pensamiento en conferencias y es llamado a la fundación de diferentes Institutos de Psicosíntesis que se abren en las décadas de 1960 y 1970. La Psicosíntesis obtiene un reconocimiento cada vez mayor en torno a la figura de Assagioli y sus seguidores. Roberto Assagioli muere pacíficamente en 1974, en su residencia en Capolona, en Arezzo, Italia.

## Casa, Archivo y Biblioteca Assagioli
Luego de la muerte de Assagioli, la casa se transformó en un centro vivo. En ella se custodia el Archivo Assaggioli (a cura del Gruppo Alle Fonti), el Instituto di Psicosíntesis (fundado por el mismo Assagioli), la Escuela de Psicoterapia Psicosintética y el Centro de Psicosíntesis Florencia. En el seno de esta típica residencia florentina del 900, se organizan cursos, seminarios internacionales, proyectos de catalogación y de cura de la biblioteca.

## Proyectos espirituales
Durante su vida, Assagioli trató de diferenciar sus intereses espirituales de su labor como terapeuta. Dedicó a esta necesaria diferenciación un pequeño escrito llamado "Muros de Silencio" Por otro lado, también se ocupó investigar la filosofía oriental. Escribió un prefacio a los Yoga Sutras de Patanjali; profundizó en algunos de sus libros aspectos de la meditación creativa y de la Sabiduría Eterna; perteneció y contribuyó a distintos grupos espirituales, entre ellos la Teosofía. En la década del 60, Assagioli dio impulso a la Escuela de Estudios Esotéricos, trabajando junto a Frank Hilton. De particular importancia fue la creación de la Fundación para la Investigación en Psicosíntesis (Psychosynthesis Research Foundation) codirigida por el Assagioli y Hilton, y la formulación de un Proyecto Voluntad, ideado por Assagioli. En la misma época Assagioli escribe varios cuadernos de meditación para el Meditation Mount the Ojai, California junto a Florence Garrigue y Michael Eastcott

## Obras principales
Sus obras llegan a superar 300 títulos publicados en quince idiomas.
- Psychosynthesis: a manual of principles and techniques, Hobbs, Dormann & Company, New York 1965
- Psicosintesi: per l'armonia della vita, Mediterranee, Roma 1966
- Principi e metodi della Psicosintesi Terapeutica, Astrolabio, Roma 1973 - traduzione italiana (a cura di E. Zanotti) di "Psychosynthesis: a manual of principles and techniques"
- The act of will, The Wiking Press, New York 1973
- L'atto di volontà, Astrolabio, Roma 1977 - traduzione italiana (a cura di Maria Luisa Girelli) di "The act of will"
- I Tipi Umani, (saggi e appunti a cura del Consiglio Direttivo dell'Istituto di Psicosintesi), Firenze 1978, póstumo
- Educare l'uomo domani, Ed. Istituto di Psicosintesi, Firenze 1988, póstumo
- Lo sviluppo transpersonale (a cura di M. Macchia Girelli), Astrolabio, Roma 1988, póstumo
- Comprendere la Psicosintesi (a cura di M. Macchia Girelli), Astrolabio, Roma 1991, póstumo